# Lewiston (Maine)
Lewiston je město v USA ležící na jihu státu Maine. Má 41 592 obyvatel (2010) a je tak druhým nejlidnatějším městem státu Maine. Je součástí aglomerace Portland-Lewiston-South Portland, Maine, ve které bydlí kolem 620 000 obyvatel. S městem Auburn je propojeno v jeden celek, který místní obyvatelé označují zkratkou L-A, nebo L/A a který má jen o něco málo méně obyvatel, než největší město Portland. Ve městě sídlí dvě instituce vyššího vzdělávání, Bates College a University of Southern Maine's a tři muzea.

## Dějiny
První evropští osadníci přišli do oblasti v roce 1771 a v roce 1795 byl Lewiston prohlášen městem. Poté se město rozvíjelo jako farmářské centrum okolního regionu. V polovině 19. století byly postaveny první elektrárny a do města dorazil zejména textilní průmysl. V padesátých letech 20. století ale přišel úpadek textilní výroby. Město se opět probudilo k životu v devadesátých letech minulého století. V roce 2004 město oznámilo plány na obnovu bývalé průmyslové čtvrti. Dnes je domovem mnoha nových administrativních a obytných budov. Revitalizace města získala více ocenění. V letech 2002 a 2006 bylo město na prvním místě v ekonomické aktivitě v státě Maine. V roce 2007 obdrželo ocenění All-America City Award, které každým rokem obdrží deset amerických měst, které dosáhli pozoruhodných výsledků vzhledem k ostatním městům.

## Ekonomika
Ve městě se nachází letiště Auburn/Lewiston Municipal Airport, provozující komerční lety. Od roku 2012 je plánováno pravidelné spojení s Newarkem v New Jersey. Lewistom s Auburnem spojují tři mosty přes řeku Androscoggin. Pět nejvýznamnějších firem ve městě jsou: Central Maine Medical Center /nemocniční komplex/, sídlo firmy Country Kitchen Bakery s působností na celém území USA, distribuční centrum Walmart Distribution Center, Sun Journal, největší deník v Maine a Diamond Phoenix, výrobce skladovací technologie.